# VfB Leimen
Der VfB Leimen ist ein Fußballverein aus dem kurpfälzischen Leimen.

## Geschichte
Der Verein wurde 1914 als TV Leimen gegründet. 1945 schloss sich der TV mit anderen Leimener Vereinen zur KuSG Leimen zusammen. 1953 entstand dann der VfB Leimen durch die Selbständigkeit der Fußballabteilung der KuSG. Ein erster größerer Erfolg gelang dem VfB 1950 noch als KuSG Leimen mit dem Aufstieg in die drittklassige 1. Amateurliga Nordbaden, der die Leimener zunächst bis 1961 angehörten.
Der größte Erfolg gelang den Fußballern 1991, als man als Neuling Meister der Verbandsliga Baden wurde und in die Oberliga Baden-Württemberg aufstieg. Als Tabellenvorletzter mit lediglich 22:46 Punkten und 28:65 Toren stieg der Verein bereits nach der ersten Spielzeit wieder aus der höchsten Baden-Württembergischen Fußballklasse ab.
Ab der Saison 1992/93 bis zur Saison 2005/06 gehörte der VfB Leimen der Verbandsliga Nordbaden an, in der er meist zu den Spitzenteams zählte. In der Saison 2003/04 scheiterte der VfB Leimen in der Relegation zur Oberliga am Offenburger FV. Nach der Saison 2005/06 musste der VfB Leimen in die Landesliga Rhein-Neckar absteigen, aus der er nach der Saison 2006/07 in die Kreisliga Heidelberg abstieg.
Seit der Saison 2007/08 spielt der VfB Leimen in der achtklassigen Kreisliga Heidelberg. In den Saisons 2014/15, 2018/19 und 2021/22 wurde als Vizemeister der Aufstieg in die Landesliga Rhein-Neckar jeweils in der Relegation verpasst. In der Saison 2018/19 gewann der VfB Leimen außerdem den Kreispokal Heidelberg durch einen 2:1-Sieg im Finale gegen den FC Wiesloch.

## Erfolge
- 4 × Sieger Kreispokal Heidelberg (1953, 1954, 1971 und 2019)
- Meister der Verbandsliga Nordbaden 1991

## Persönlichkeiten
- Wilhelm Dimmel, Karlsruher SC (1954–1962), zwei Nominierungen deutsche B-Nationalmannschaft
- Uwe Anweiler, ehemaliger Bundesligaprofi der SpVgg Bayreuth
- Demir Duric, ehemaliger Bundesligaprofi beim FC St. Pauli und FSV Frankfurt
- Alexander Famulla, ehemaliger Bundesligaprofi beim Karlsruher SC
- Christoph Teinert, ehemaliger Bundesligaprofi beim 1. FSV Mainz 05
- Enes Tubluk, Fußballprofi in der Türkei

## Spielstätte
Der VfB Leimen trägt seine Heimspiele im Otto-Hoog-Stadion in der Tinqueux-Allee in Leimen aus. Die 3.000 Zuschauer fassende Sportstätte wurde am 13. Mai 1962 mit einem Spiel gegen den damals erstklassigen BC Augsburg eingeweiht.